# Arturo I de Bretaña

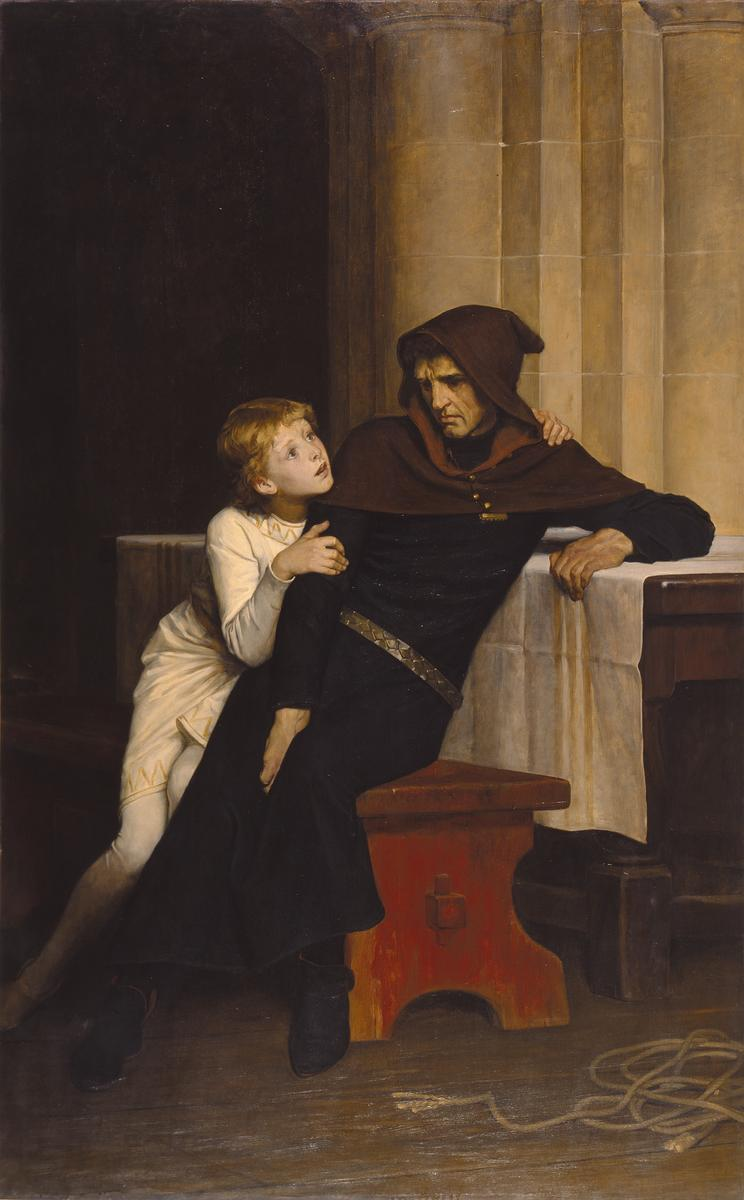
El príncipe Arturo y Hubert de Burgh, pintura histórica de 1882 en la Galería de arte de Mánchester.

Arturo I de Bretaña (29 de marzo de 1187, Nantes-3 de abril de 1203), hijo póstumo de Godofredo Plantagenet y de Constanza, duquesa de Bretaña y condesa de Richmond, fue un aristócrata inglés.

## Primeros años
Fue proclamado duque de Bretaña por su madre Constanza de Bretaña y los grandes en 1196, ducado asociado a Constanza, que era la duquesa heredera.
Fue educado en la corte de Felipe Augusto, que le protegió de la codicia de su tío Ricardo Corazón de León. No obstante, este le designó heredero al trono inglés a su muerte en 1191, relegando a su hermano menor Juan Sin Tierra. Pero Felipe Augusto fue más hábil: en 1198, convenció a los nobles bretones para que enviaran a Arturo a la corte francesa a fin de ser educado allí, por ser su vasallo, lo que representaba una clara amenaza para Ricardo, pues siendo Arturo su heredero, éste, educado por el rey francés, acabaría por volverse en contra suya -evidentemente el rey inglés recordaba los amargos momentos que le hizo pasar a su padre Enrique II cuando era el heredero, y no quería que esto se repitiera. Ricardo decidió desheredar a Arturo y nombró nuevo heredero a su hermano Juan. Sin embargo, el heredero legítimo de Ricardo era Arturo, por evidente línea sucesoria (al ser el hijo del hermano inmediatamente menor del rey). Esto ocasionó una grave confusión en Inglaterra.

## Pérdida de la Corona
Al morir Ricardo (1199), Arturo debía ser el sucesor del difunto rey, pero estando ausente del país, Juan Sin Tierra aprovechó la ocasión para proclamarse rey, apoyado por su madre Leonor de Aquitania, que le cedió la regencia del ducado de Aquitania. Los nobles del condado de Anjou, proclamaron como conde a Arturo, con el apoyo del rey de Francia, mientras que los nobles de Normandía y los propios ingleses reconocieron a Juan como su soberano. Sin embargo, al ser derrotado el nuevo rey inglés, decidió pactar con el monarca francés, cediéndole algunos territorios y una cuantiosa compensación económica. A cambio, el rey de Francia retiró su apoyo a Arturo dejándole únicamente el ducado de Bretaña como feudo vasallo de Juan Sin Tierra. En 1201, al morir su madre, Arturo asumió el gobierno del ducado de Bretaña.

## Muerte
En el marco de la guerra, Arturo intentó secuestrar a su abuela, Leonor de Aquitania, en el castillo de Mirebeau, próximo a Poitou, ésta pidió ayuda a su hijo Juan, que derrotó al ejército francés del duque de Bretaña en la Batalla de Mirebeau y Arturo fue apresado por el caballero Guillermo des Roches y le encarcelaron primero en Falaise y luego en Ruan, donde Juan Sin Tierra trató de obligarle a renunciar a sus pretensiones al trono inglés, primero con amenazas, y luego, según algunos, mediante la tortura. Nadie sabe a ciencia cierta qué ocurrió con Arturo después de ello. Según los anales de Margam, el 3 de abril de 1203: «Luego de que el rey Juan capturara a Arturo y lo mantuviera vivo en prisión algún tiempo en el Castillo de Ruan... después de la cena del jueves antes de Pascua, cuando Juan estaba borracho y poseído por el demonio, mató a Arturo con sus propias manos y, atando el cuerpo a una piedra pesada, lo arrojó al Sena. Fue descubierto por un pescador en su red, y al ser arrastrado a la orilla y reconocido, fue llevado para un entierro secreto, por temor al tirano, al priorato de Bec llamado Notre Dame de Pres».
Sin embargo, el oficial que comandaba la fortaleza de Ruan, Huberto de Burgh, declaró haber entregado a Arturo cerca de la Pascua de 1203 a los agentes del rey para ser cegado y que Arturo murió de la conmoción. Más tarde, Huberto se retractó y declaró que Arturo aún estaba vivo, pero nadie volvió a ver a este último con vida, y la suposición de su asesinato causó una rebelión contra el rey Juan en Bretaña y después en Normandía. Además de Arturo, Juan también capturó a su sobrina, Leonor de Bretaña, que permaneció prisionera el resto de su vida (que llegó a término en 1241).

## Arturo en la literatura
La muerte de Arturo es un elemento central en el drama de Shakespeare El rey Juan, en que se presenta a Arturo como un niño, cuya inocencia hace que Hubert de Burgh incumpla el mandato del rey Juan de matarlo. Arturo muere poco después durante la fuga.
Otras obras:
- The Troublesome Reign of King John (c.1589) tragedia anónima
- Jean sans Terre ou la mort d’Arthur (1791) tragedia de Jean-François Ducis
- King John (1800) tragedia de Richard Valpy
- Le petit Arthur de Bretagne à la tour de Rouen (1822) poema de Marceline Desbordes-Valmore
- La Mort d’Arthur de Bretagne (1826) poema de Alexis Fossé
- Arthur de Bretagne (1824) tragedia de Joseph Chauvet
- Les Bretons (1845) poema de Auguste Brizeux
- Arthur de Bretagne (1885) drame de Louis Tiercelin
- Arthur de Bretagne (1887, póstumo) drama de Claude Bernard ;
- Hubert's Arthur (1935) novela de Frederick Rolfe ('Baron Corvo'), publicada en 1935 por A. J. A. Symons
- The Devil and King John (1943) novela de Philip Lindsay
- Devil’s Brood (2008), Lionheart (2011) y A King’s Ransom (2014) novelas de Sharon Kay Penman

Arturo también es mencionado en las novelas Saving Grace (1993) de Julie Garwood y Prince of Darkness (2005) de Sharon Kay Penman.

## Arturo en la música
- Joseph-Guy Ropartz: La Chasse du Prince Arthur, poema sinfónico (1912) basado en la obra de Brizeux
- El grupo bretón de folk-rock Tri Yann compuso un tema sobre Arturo; el texto se encuentra en:  (el texto está escrito en francés antiguo y parece proceder de un manuscrito anónimo de alrededor de 1400).

## Arturo en la televisión
Arturo apparece en la serie de ITC The Adventures of Robin Hood en cinco episodios, interpretado por Peter Asher (temporadas 1 y 2), Richard O'Sullivan (temporada 3) et Jonathan Bailey (temporada 4). Fue interpretado también por Simon Gipps-Kent en la serie dramática de la BBC The Devil's Crown (1978).